# Интегрин альфа-V-бета-3
Интегрин альфа-V-бета-3 (интегрин αVβ3; CD51/61) — мембранный белок, димерный интегрин, состоящий из альфа цепи αV и бета цепи β3, который экспрессирован на тромбоцитах. Один из рецепторов витронектина. Играет важную роль в фагоцитозе макрофагами и дендритными клетками.

## В медицине
Повышенная экспрессия αVβ3 приводит к развитию различных заболеваний. Роль этого интегрина в ангиогенезе при онкологических и других заболеваниях может приводить к патологическому развитию кровоснабжения опухолей.
Ингибиторы, такие как etaracizumab (моноклональное антитело к αVβ3), могут применяться в качестве антиангиогенных средств.
Фибронектиновый домен 10, который содержит RGD-мотив, который связывается с αVβ3. Была обнаружена мутантная форма фибронектина, действующая как его антагонист.